# Ed Oxenbould
Ed Oxenbould, né à Melbourne (Australie) le 1er juin 2001, est un acteur australien, connu pour ses rôles dans le court-métrage Julian et dans le long métrage de Disney, Alexandre et sa journée épouvantablement terrible et affreuse.

## Biographie
Ed Oxenbould est né à Melbourne. Il est le fils des acteurs Diane Adams et Jamie Oxenbould et le neveu de l'acteur Ben Oxenbould.
Il débute en 2012 dans le court métrage australien Julian, réalisé par Matthew Moore, dans lequel il joue le rôle titre de Julian Assange à 9 ans. Il est nommé pour le prix AACTA du meilleur jeune acteur.
Il joue dans la série australienne Puberty Blues, puis enchaîne avec le film Paper Planes aux côtés de Sam Worthington. Le film présenté en première au Festival inter national du film de Toronto.
En juin 2013, il rejoint le casting du film de Disney Alexandre et sa journée épouvantablement terrible et affreuse (Alexander and the Terrible, Horrible, No Good, Very Bad Day), dans lequel il joue le rôle d'Alexander Cooper.
Il remporte le Sierra Award de la Las Vegas Film Critics Society pour la meilleure performance masculine jeunesse pour son rôle dans le film indépendant américain Wildlife - Une saison ardente, sorti en 2018.
En 2024, il est à l'affiche de Before Dawn, un film basé sur les journaux intimes de militaires australiens engagés dans la Première Guerre mondiale.

## Filmographie partielle
- 2012 : All God's Creatures : Charlie
- 2012 : Julian de Matthew Moore : Julian
- 2013 : The Amber Amulet : Liam Mackenzie / the Masked Avenger
- 2014 : Paper Planes : Dylan
- 2014 : Alexandre et sa journée épouvantablement terrible et affreuse (Alexander and the Terrible, Horrible, No Good, Very Bad Day) : Alexander Cooper
- 2015 : The Visit de M. Night Shyamalan : Tyler
- 2016 : Watch Out (Better Watch Out) de Chris Peckover : Garrett
- 2017 : The Butterfly Tree : Fin
- 2018 : Wildlife - Une saison ardente (Wildlife) de Paul Dano : Joe Brinson
- 2019 : Being Gavin
- 2021 : The Exchange
- 2024 : Soldat Collins : Don Pickett
- 2024 : Head South